# Europas Schande
Europas Schande ist ein politisches Gedicht von Günter Grass aus dem Jahr 2012, das die griechische Staatsschuldenkrise, die damit zusammenhängende Protestbewegung im Land und die Beziehungen der Europäischen Union mit dem Staat Griechenland thematisiert. Es erschien wenige Wochen nach seinem umstrittenen israelkritischen Gedicht Was gesagt werden muss am 25. Mai 2012 online, am folgenden Tag in der gedruckten Ausgabe der Süddeutschen Zeitung und in der griechischen Zeitung Kathimerini. Im Radio Bremen trug er sein Gedicht vor. Die öffentliche Debatte wurde sowohl über den kontrovers bewerteten poetologischen Gehalt als auch über die politische Intention des Textes geführt.

## Inhalt und Form
Im Text wird Griechenland bedauert, das „als Schuldner nackt an den Pranger gestellt“ und „unter Schrottwert taxiert“ werde. Griechenland sei ein „rechtloses Land, dem der Rechthaber Macht / den Gürtel enger und enger schnallt.“
Das Werk besteht aus zwölf reimlosen Strophen zu je zwei Versen in unregelmäßiger Metrik. Das lyrische Ich, wohl der Autor selbst, spricht Europa direkt an. Das Gedicht beginnt mit den Worten „Dem Chaos nah, weil dem Markt nicht gerecht,/ bist fern Du dem Land, das die Wiege Dir lieh“. Griechenland, ein Land, dem „Dank zu schulden Dir Redensart war“, leide. Das „kaum noch geduldete Land“ sei zur Armut verurteilt. Der Autor benutzt die Metapher des Giftbechers, ein Verweis auf den griechischen Philosophen Sokrates, der durch ein Gerichtsurteil zum Tod durch den Schierlingsbecher verurteilt wurde. Grass beschreibt, wie Europa dem Land Griechenland seinen Giftbecher aufdrängt: „Sauf endlich, sauf! schreien der Kommissare Claqueure,/ doch zornig gibt Sokrates Dir den Becher randvoll zurück“. In der fünften Strophe bezieht sich der Autor auf die deutsche Besetzung Griechenlands im Zweiten Weltkrieg – „Die mit der Waffen Gewalt das inselgesegnete Land heimgesucht,/ trugen zur Uniform Hölderlin im Tornister“ – und spielt dabei auf barbarisches Tun der dabei eigene Zivilisiertheit Reklamierenden an, einst wie jetzt. Außerdem bezieht er sich auf die Haltung zur griechischen Militärdiktatur in der Zeile: „Kaum noch geduldetes Land, dessen Obristen von Dir (Europa) einst als Bündnispartner geduldet wurden.“ Der Dichter droht in der vorletzten Strophe einen „Fluch der Götter“ an und prophezeit in der letzten Strophe die Folgen der falschen Politik für den Täter Europa: „Geistlos verkümmern wirst Du ohne das Land, dessen Geist Dich, Europa erdachte“.

## Rezeption
Im Unterschied zur lebhaften inhaltlichen Kontroverse über das kürzlich erschienene Gedicht Was gesagt werden muss, blieb diesmal die Reaktion verhalten. Kurz nach der Veröffentlichung gab es in Deutschland zahlreiche Medienberichte. Politiker, Schriftsteller oder Literaturkritiker hingegen bezogen seltener Stellung.
Der CDU-Politiker Gunther Krichbaum, Vorsitzender des Europaausschusses im Bundestag, meinte, entgegen der Aussage des Gedichtes sei Griechenland mit europäischen Anstrengungen enorm geholfen worden. Es sei zum Beispiel den Slowaken schwer zu vermitteln, dass sie Griechenlands Rentnern helfen müssten, wo Griechenland doch schon höhere Renten habe als die Slowakei. Nach der Diskussion über sein vorheriges Gedicht könne man Grass nicht mehr ernst nehmen.
Der Schriftsteller Petros Markaris äußerte in einem Interview mit dem Deutschlandfunk, er „finde es zuerst einmal schön, dass ein weltweit bekannter Autor und Nobelpreisträger sich mit literarischen Mitteln über die Krise äußert. Ich […] habe es zunehmend satt, dass ich nur Äußerungen von Politikern und Ökonomen höre. Und ich fand es immer auch schlecht, dass, sagen wir, Literaten und Künstler dazu schweigen. Oder keine Meinung äußern.“ Deswegen sei das Gedicht für ihn „sehr wertvoll“. Grass nehme das Elend des griechischen Volkes ernst, mache ihm Mut und zeige, dass nicht alle Deutschen gegen Griechenland sind. Bei Gedichten und Kunst handle es sich immer um Übertreibung. Natürlich müsste Deutschland beim Verlassen der EU durch Griechenland finanzielle Verluste hinnehmen. Jetzt schon sei der Parlamentarismus in Griechenland zerstört. Eine nationalsozialistische Partei habe bei den jüngsten Wahlen 7 Prozent erreicht, dazu eine rechtsradikale 12 Prozent. Von dem antiken Ideal, welches Grass verteidigen wolle, sei noch einiges übrig geblieben. Die jetzige Lage könne nur für die Demokratie gefährlich werden. Zur Zusammenarbeit Deutschlands mit den griechischen Obristen bemerkt er, alle westlichen Regierungen hätten mit den Militärs paktiert, aber es habe überall auch Widerstand dagegen gegeben. Die Griechen hätten erstaunlicherweise ihre ehemaligen Besatzer wärmer aufgenommen als die ehemaligen Befreier. Er bedaure, dass dies nicht mehr so sei.
„In der schwierigen Zeit, die das griechische Volk durchmacht, macht die Stellungnahme des international hoch angesehenen Nobelpreisträgers Günter Grass durch sein Gedicht über Griechenland Hoffnung und fördert die europäische Idee“, lobte der griechische Botschafter in Berlin Dimitrios Rallis gegenüber der Deutschen Presseagentur.
Volker Weidermann behauptete in einer FAZ-Satire, das Gedicht stamme nicht von Günter Grass, sondern sei vom Satiremagazin Titanic bei der Süddeutschen Zeitung eingereicht worden: „Ein paar Schlagwörter zu Griechenland, der Antike und Europa, verschrobene Sätze, unsinnige Genitivkonstruktionen - das Satiremagazin ‚Titanic‘ hätte die Persiflage eines Grass-Gedichts auch nicht besser hinbekommen.“ Die Titanic-Redakteure hätten „dieses besonders alberne und unglaubwürdig schlechte Gedicht“ bei den Kollegen der Süddeutschen als „echtes Grass-Gedicht“ platzieren können, weil diese „[o]ffenbar […] von dem phantastischen Erfolg, den sie mit der Publikation des letzten antisemitischen Gedichts von Günter Grass erzielt haben, noch so begeistert [sind], dass sie inzwischen alles annehmen, was bei ihnen unter diesem Erfolgsnamen so eingereicht wird, in der Hoffnung, den irren Scoop von damals zu wiederholen.“ Der Nachrichtenagentur dpa sagte Weidermann, „ob sich das jetzt die 'Titanic' oder Günter Grass ausdenkt, ist für mich kein großer Unterschied.“ Spiegel online beschrieb den Vorgang als „Medienfarce“: „Günter Grass wird zum Gespött“. Während in der Internetfassung auf faz.net die Einleitung im Gegensatz zum Haupttext im Konjunktiv formuliert ist, fehlte ein solcher Hinweis auf den satirischen Charakter im Nachrichtenteil der gedruckten Ausgabe der FAS.
Bei Twitter und in anderen Internetauftritten war die Weidermann-Satire zunächst von vielen ernst genommen worden, bis zum Dementi des SZ-Chefredakteurs, ebenfalls auf Twitter. Danach entstanden, wiederum vorwiegend auf Twitter, zahlreiche Spottgedichte, zitiert werden z. B. Anspielungen auf Grass’ Alter („Schnabeltasse“) oder auf die Fußball-Europameisterschaft. Welt online veröffentlichte „frei erfundene“ Nachdichtungen unter dem Titel Was noch gesägt werden muss, die sich auf beide Gedichte bezogen. Titanic reagierte mit der „Pressemitteilung“ Schluss mit dem Unsinn.
Weil Weidermann den Leser über den „modus dicendi“, also darüber, auf welche Art und Weise ein Text etwas aussagt, im Unklaren lasse, bezeichnete der Literatur- und Medienwissenschaftler Jochen Hörisch den FAS-Artikel als „perfektes Verwirrspiel“. Weidermann habe seine Satire als Nachricht veröffentlicht und damit einen „Mangel des Gedichts“ deutlich gemacht, nämlich dass Grass „poetologische Konzepte miteinander vermengt, die nicht zusammenpassen: einerseits das in der klassizistischen Hölderlin-Tradition stehende Konzept des ‚Priester-Dichters‘, andererseits das der engagierten politischen Literatur im Sinne Sartres“. Grass beherrsche „eben gerade nicht ein souveränes Spiel mit Genres“. Dessen Gedicht sei vielmehr ein „Gattungsverstoß, […] aber eben nicht in ironischer, satirischer Hinsicht, sondern, ich muss das in aller Schärfe sagen, aus Inkompetenz.“
Jutta Rinas charakterisierte die Form des Gedichts in der Wolfsburger Allgemeinen unter Bezug auf den „vorwärts treibenden Rhythmus des antiken Versmaßes Anapäst“.
Zu einer anderen Auffassung in der Frage der metrischen Form des Gedichts und zu einer positiven Einschätzung von dessen literarischer Qualität kam Konstantin Sakkas im Deutschlandradio. Er bescheinigte Grass, sich „des Versmaßes der asklepiadischen Ode“ bedient zu haben, „und dies sehr souverän“. Darüber hinaus kritisierte er die „Ignoranz der Spötter“ als „plumpes Schulhofgespött“. Laut Sakkas bezieht sich Grass in der zweiten Strophe „elegant“ auf Goethes Iphigenie und geht zudem mit der deutsch-nationalen Hölderlin-Rezeption und der Konservativen Revolution ins Gericht.
Die griechische Schriftstellerin und Kolumnistin Soti Triantafillou nannte in einem Interview mit der Süddeutschen Zeitung Grass einen Populisten. Sie bewundere den Autor und besonders seinen „großen europäischen Roman“ Die Blechtrommel, jedoch habe er sich eine „vereinfachende Weltsicht“ zugelegt. Künstlerisch erinnere sie das Gedicht an die große deutsche romantische Tradition. Dem griechischen Schriftsteller Vasilis Vasilikos zufolge knüpft Grass an die auf das 18. Jahrhundert zurückgehende Tradition deutsch-griechischer Freundschaft an.
Volker Neuhaus, Grass-Biograf und Herausgeber seiner Werke, bewertet das Gedicht sehr positiv. Er nannte auf Deutsche Welle Grass einen „völlig unabhängigen Mann“ und „streitbaren Humanisten“. Den Literatur-Verantwortlichen der FAZ warf er einen langjährigen „Hass“ gegen den Dichter vor. Europas Schande sei „ein wunderschönes, hymnisches Gedicht“ in der Hölderlin-Tradition „mit feierlichen Sprüngen und Schwüngen“. Mit seinem Gedicht habe Grass an die Wurzeln der abendländischen Wertegemeinschaft erinnert.